# Калинівський лісовий заказник (Хмельницька область)
Кали́нівський зака́зник — лісовий заказник місцевого значення в Україні. Об'єкт природно-заповідного фонду Хмельницької області. 
Розташований у межах Старокостянтинівського району Хмельницької області, біля села Калинівка. 
Площа 375 га. Статус присвоєно згідно з рішенням сесії обласної ради народних депутатів від 28.10.1994 року № 7. Перебуває у віданні ДП «Старокостянтинівський лісгосп» (Самчиківське л-во, кв. 16, вид. 17, 12, 14, кв. 17, вид. 1, 2, 10, 11, 13, 15, 16, 18, 19, 20, кв. 18, вид. 9, 10, 12, 17, кв. 19, вид. 10, 9, 7, 8, 6, 1, 2, 3, 4, 5, кв. 20, вид. 2, 4, 3, кв. 21, вид. 1, 2, 3, 6, 12). 
Статус присвоєно для збереження частини лісового масиву в долині річки Случ. Зростають цінні насадження дуба, липи та інші деревні породи.